# Pino del Oro
Pino del Oro es un municipio y localidad española de la provincia de Zamora en la comunidad autónoma de Castilla y León.
Pertenece a la comarca de Aliste, al oeste de la provincia de Zamora, cerca de la frontera con Portugal y bañada por el río Duero.
Su territorio se encuentra enclavado en el parque natural de Arribes del Duero, un espacio natural protegido de especial atractivo turístico. Su casco urbano conserva muestras de su arquitectura tradicional en piedra, siendo su principal edificio la iglesia parroquial de San Juan Bautista. A lo largo del arroyo de Fuentelarraya, se encuentra una antigua zona minera con numerosas estructuras de extracción y manipulación de mineral para la obtención de oro y que fueron realizadas por los romanos hacia los siglos I y II de nuestra era. La construcción estrella de esta localidad es el puente de Requejo, construcción singular en hierro de principios del siglo XX que unió las comarcas de Aliste y Sayago.

## Toponimia
Este municipio cambió su denominación de «Pino» por el de «Pino del Oro», mediante el acuerdo, de 11 de octubre de 2002, de la Junta de Castilla y León. El procedimiento fue iniciado por acuerdo de su ayuntamiento, respaldado con la unanimidad de los seis concejales presentes, de los siete que componían la corporación, tras el cumplimiento de todas las formalidades oportunas como son el trámite de información pública, la solicitud de informe a la Diputación Provincial de Zamora y los informes favorables de la Real Academia de la Historia y de las universidades de Valladolid y de León. De esta forma resultó acreditado que el cambio de denominación se ajusta a la tradición histórica y que la denominación propuesta no coincide ni produce confusión con otras denominaciones ya existentes.

### Bandera
El ayuntamiento no ha adoptado aún una bandera para el municipio.

## Geografía

Situación del municipio de Pino del Oro en la provincia de Zamora.

Pino del Oro se encuentra situado en el suroeste zamorano. Dista 45 km de Zamora capital. 
Pertenece a la comarca de Aliste. Se integra dentro de la Mancomunidad Tierra del Pan y el partido judicial de Zamora.
Su término municipal se encuentra dentro del parque natural de Arribes del Duero, un espacio natural protegido de gran atractivo turístico.
| Noroeste: Fonfría                   | Norte: Cerezal de Aliste | Noreste: Bermillo de Alba |
| Oeste: Salto de Castro              |                          | Este: Cerezal de Aliste   |
| Suroeste: Villardiegua de la Ribera | Sur: Villadepera         | Sureste: Carbajosa        |

## Historia
Los primeros asentamientos humanos en el término de Pino datan de la Edad del Hierro, época en la que se fecha la existencia de un castro en el paraje de la Ciguadeña. Posteriormente, en la zona de El Picón se ha atestiguado la existencia de un asentamiento romano, surgido a raíz del conjunto minero que hubo en dicho paraje en la época del Alto Imperio romano.

Pino fue uno de los territorios reconquistados por el Reino de León, en el que se integró, por lo que seguramente se vio afectado por el proceso repoblador que emprendieron sus monarcas. Por otro lado, tras la independencia de Portugal en 1143, se dieron una serie de conflictos entre los reinos leonés y portugués por el control de esta zona de frontera. 

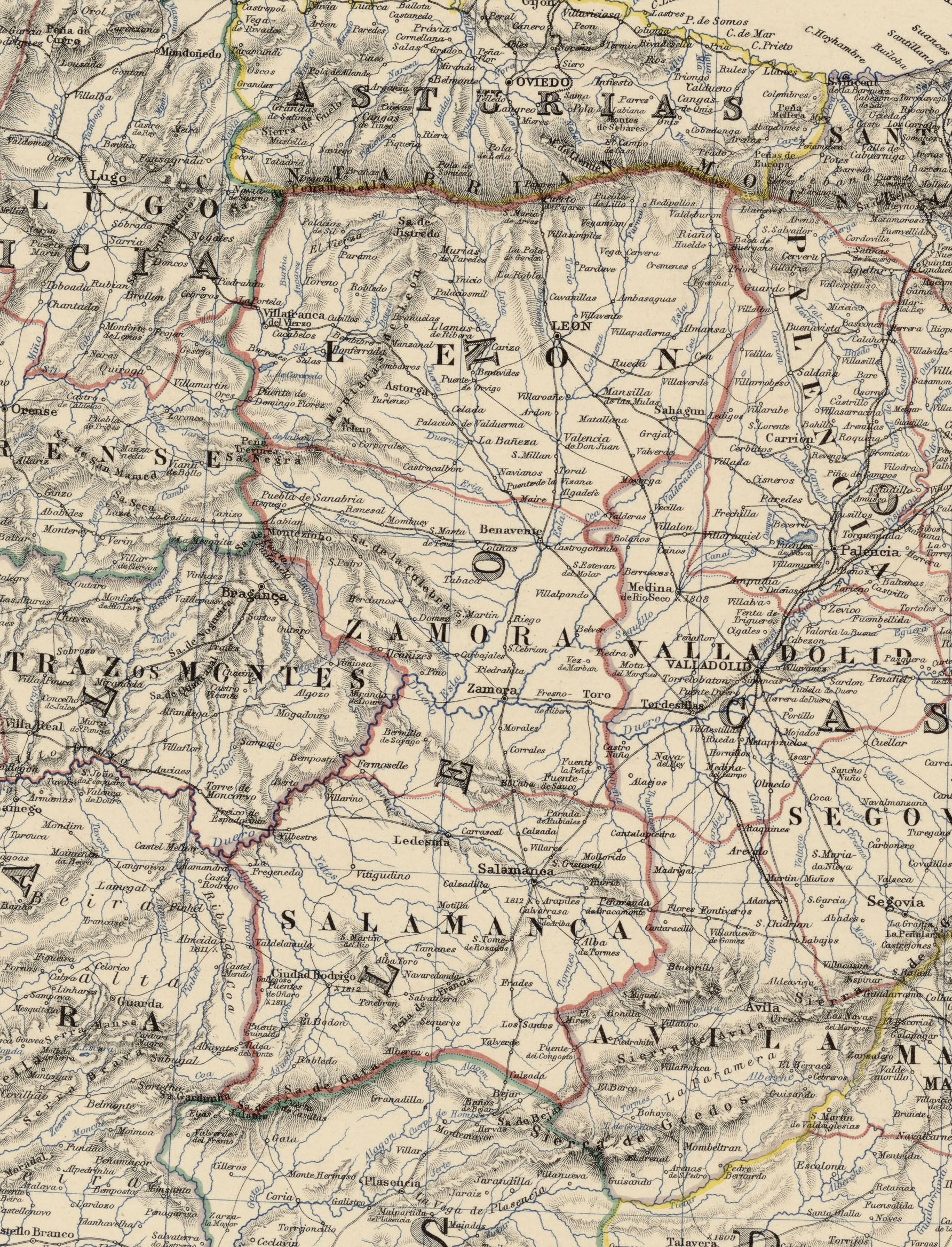
Detalle del mapa Spain & Portugal, realizado en 1864 por Keith Johnston, en el que se puede observar Pino

Ya en la Edad Contemporánea, con la creación de las actuales provincias en 1833, Pino fue adscrito a la provincia de Zamora, dentro de la Región Leonesa, la cual, como todas las regiones españolas de la época, carecía de competencias administrativas. Un año después quedó integrado en el partido judicial de Alcañices, En 1897 fue finalizado el proyecto para construir el Puente de Requejo, que uniría Aliste y Sayago, y que debe su nombre al diputado Federico Requejo Avedillo, que fue clave en realizar las gestiones para que el proyecto pudiese salir adelante. Dicho puente, comenzó a construirse en 1913, siendo finalizado e inaugurado en 1914.
Pino dependió del partido judicial de Alcañices hasta que este fue suprimido en 1983 y sus municipios traspasados para engrosar el Partido Judicial de Zamora. Tras la constitución de 1978, Pino pasó a formar parte en 1983 de la comunidad autónoma de Castilla y León, en tanto municipio integrado en la provincia de Zamora.

## Demografía
Cuenta con una población de 175 habitantes (INE 2024).
| Gráfica de evolución demográfica de Pino del Oro entre 1842 y 2021 |
| |
| Población de derecho según los censos de población del INE. Población de hecho según los censos de población del INE.En estos censos se denominaba Pino: 1842, 1857, 1860, 1877, 1887, 1897, 1900, 1910, 1920, 1930, 1940, 1950, 1960, 1970, 1981, 1991 y 2001. |

Según el Instituto Nacional de Estadística, Pino tenía, a 31 de diciembre de 2018, una población total de 200 habitantes, de los cuales 108 eran hombres y 92 mujeres. Respecto al año 2000, el censo refleja 247 habitantes, de los cuales 134 eran hombres y 113 mujeres. Por lo tanto, la pérdida de población en el municipio para el periodo 2000-2018 ha sido de 47 habitantes, un 20% de descenso.

## Símbolos

### Escudo
El escudo heráldico que representa al municipio fue aprobado el 10 de marzo de 2001 con el siguiente blasón:

«Escudo partido y en la parte izquierda a su vez cortado. Su parte derecha: En campo de Azur, un Pino de Oro terrasado del mismo metal. Su parte Izquierda es cortada.
Arriba: En campo de Sinople, el río Duero está dibujado en ondas de Plata y Azur, sobre ellas una barca de Sable, con sus palas de Oro, a su derecha los arribes de su color, están acompañados de la Ermita de San Esteban, ésta en Plata. A la derecha y la izquierda las letras, A por Aliste y S por Sayago, estas dos letras en Oro. Sin que este paisaje esté dividido por escorzo o perspectiva. 
Abajo: Tiene las Armas del Conde de Peña Flor, en su lado derecho ajedrezado de quince piezas, ocho van en Oro y siete van en Azur. Bordura de Gules con ocho aspas o sotuers de Oro, éstas por el apellido de Villacís. En su lado Izquierdo ajedrezado de quince piezas, ocho van en Sinople y siete en Oro, estas por el apellido Docampo»
Boletín Oficial de Castilla y León nº 147 de 30 de julio de 2001.

## Administración y política

### Elecciones municipales
| Partido político                         | 2019  | 2019  | 2019       | 2015  | 2015  | 2015       | 2011  | 2011  | 2011       | 2007  | 2007  | 2007       | 2003  | 2003  | 2003       |
| Partido político                         | %     | Votos | Concejales | %     | Votos | Concejales | %     | Votos | Concejales | %     | Votos | Concejales | %     | Votos | Concejales |
| Partido Socialista Obrero Español (PSOE) | 37,65 | 61    | 4          | 51,26 | 102   | 4          | 52,03 | 77    | 4          | 65,82 | 104   | 4          | 41,86 | 72    | 4          |
| Partido Popular (PP)                     | 32,72 | 53    | 1          | 47,24 | 94    | 1          | 45,95 | 68    | 1          | 31,01 | 49    | 1          | 26,16 | 45    | 0          |
| Ahora Decide                             | 25,31 | 41    | 0          | -     | -     | -          | -     | -     | -          | -     | -     | -          | -     | -     | -          |
| Unión Centrista Liberal (UCL)            | -     | -     | -          | -     | -     | -          | -     | -     | -          | -     | -     | -          | 30,23 | 52    | 1          |

### Alcaldes
El alcalde de Pino del Oro lo es sin dedicación exclusiva, lo que quiere decir que compatibiliza la alcaldía con otros trabajos, y cobra 180 euros en concepto de asistencia a reuniones (2017).

## Monumentos y lugares de interés

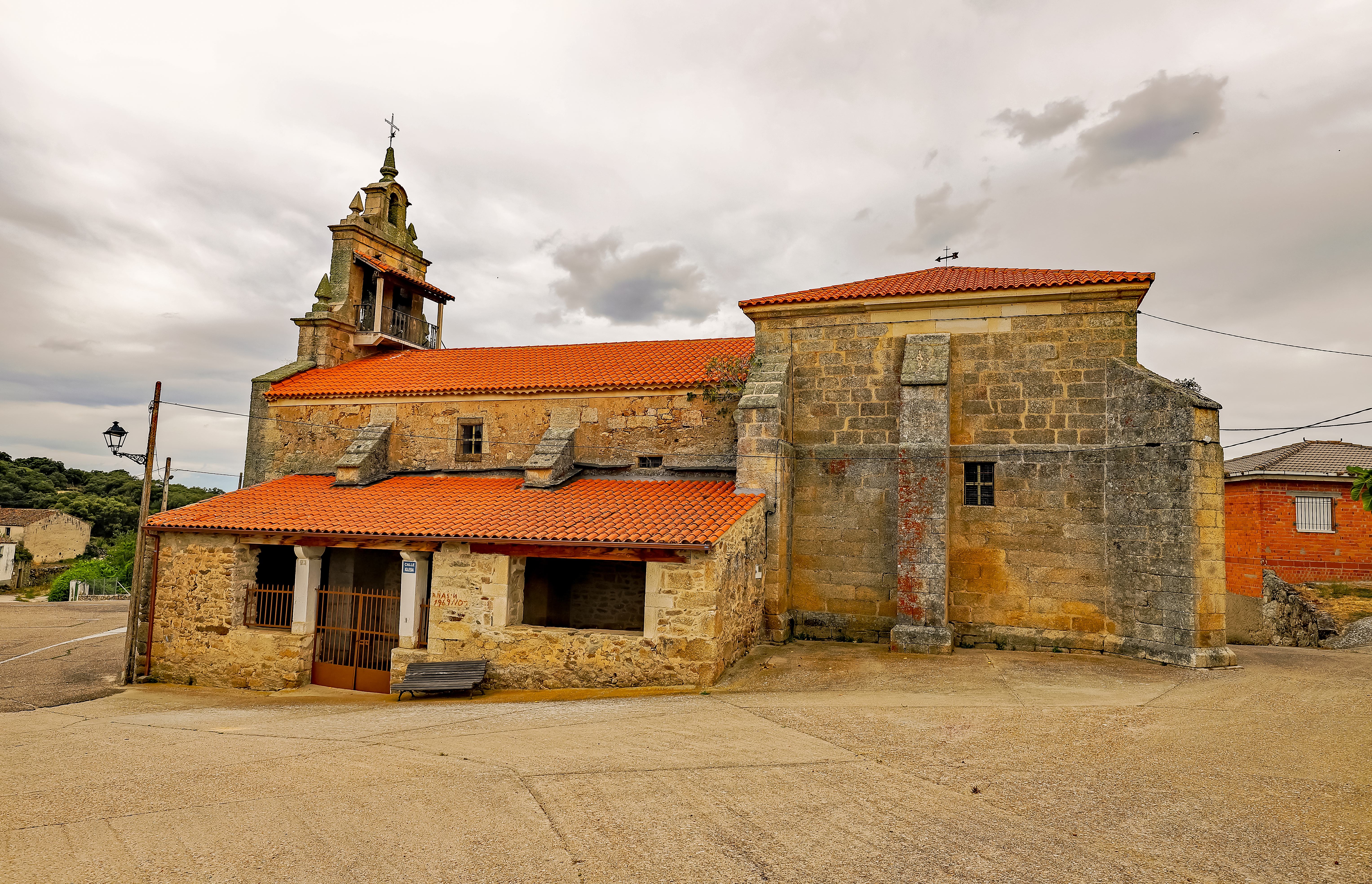
Iglesia de San Juan Bautista

### Patrimonio minero
La «Zona Minera de Pino del Oro» es un conjunto minero clasificado en la época altoimperial romana. En su entorno se han detectado los asentamientos de «El Picón», «La Ciguadeña» y «Los Castros». Los dos primeros pertenecen al municipio de Pino del Oro y el tercero en Castro de Alcañices (Fonfría).
La Ciguadeña y Los Castros son yacimientos inventariados como castros de la Edad del Hierro. El Picón es un poblado romano, fechado a principios del siglo I d. C. con el desarrollo de la explotación aurífera. Durante unas labores de prospección de este último asentamiento (2008), aparecieron dos fragmentos del pacto de un pacto de hospitalidad.
El Picón aparece mencionado en la bibliografía especializada desde el siglo XVIII, aunque con diferentes nombres, entre ellos los de «Pago de Sedilla», «Ermita de San Gil» y «cerro de San Gil». La Junta de Castilla y León inventarió finalmente este yacimiento con su nombre actual y protegiendo de esta forma una extensión de terreno de 0’8 ha.
El contexto histórico de estos asentamientos, se relaciona directamente con el reinado de Augusto, época en la que el oro se convierte en un recurso estratégico, básico para el mantenimiento del sistema monetario existente. Por ello desde Roma y a través del fisco, se empezaron a controlar las zonas mineras auríferas, entre las que estarían las localizadas en Asturias, Gallaecia y el norte de Lusitania. En la explotación de las minas se empleó a la población indígena como mano de obra, que realizó este trabajo como parte de la tributación que se impuso a las civitates.

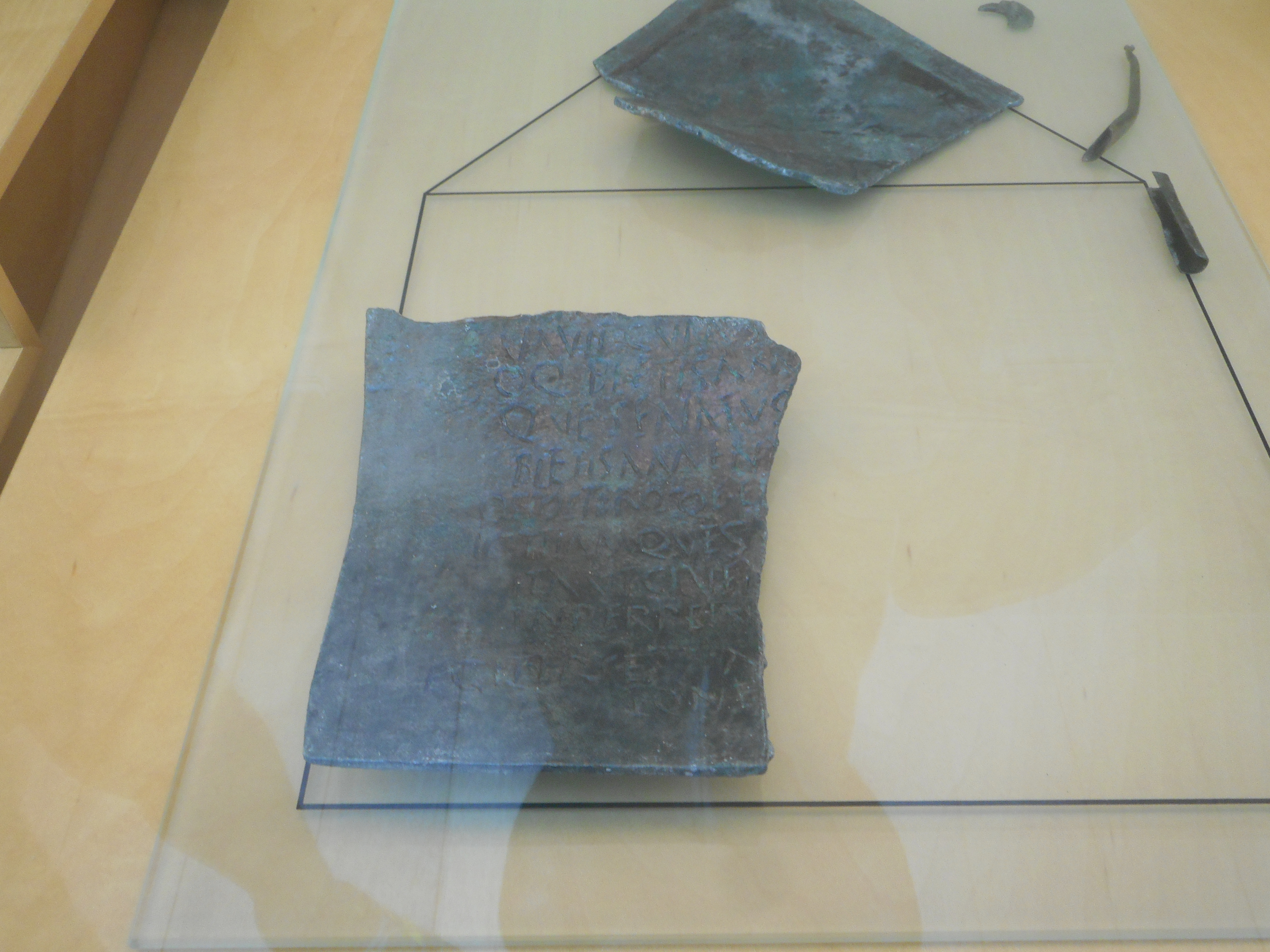
Tabula de hospitalidad procedente de Pino del Oro, depositada en el Museo de Zamora.

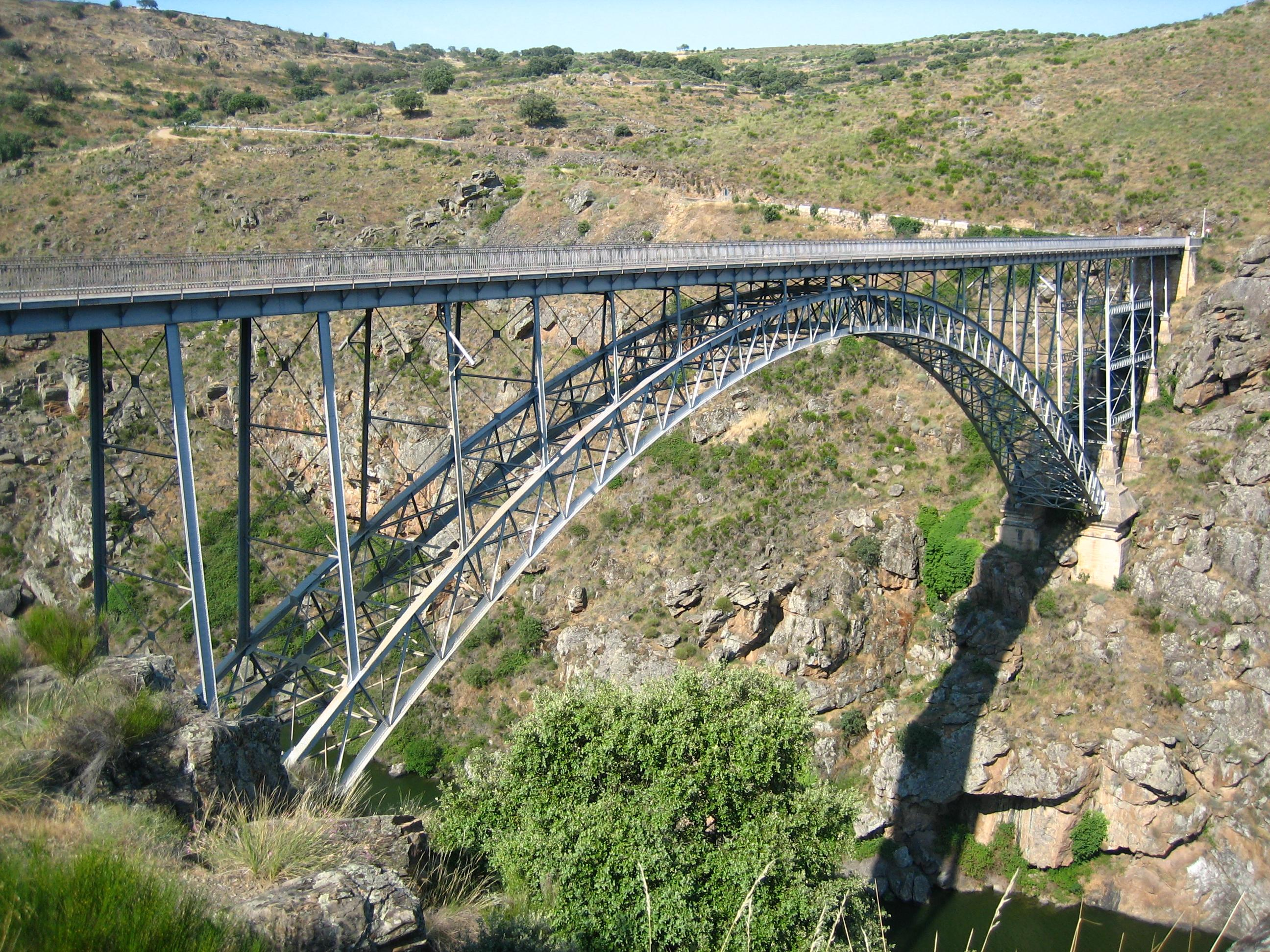
Puente de Requejo o puente de Pino sobre el río Duero.

En El Picón, como consecuencia de diversas prospecciones realizadas, han aparecido diferentes materiales como la fíbula de Alésia, monedas o una tabla de bronce en el que se contiene un pacto de hospitalidad que ha sido fechada en el año 27 d. C. El Picón, como asentamiento minero romano, tendría una cronología paralela a este documento de bronce.
Toda esta zona minera ha sido objeto de un itinerario arqueológico señalizado.

### Puente de Requejo
El «puente de Requejo», popularmente conocido como «puente de Pino», se construyó para salvar el paso del río Duero y de su escarpado valle, permitiendo una cómoda y fluida comunicación entre las localidades zamoranas de Pino del Oro y Villadepera.
Este viaducto de hierro de comienzos del siglo XX fue noticia a nivel nacional por su depurada técnica, belleza y prestaciones, lo que le significó ser un verdadero hito en la evolución histórica de las vías de comunicación de Zamora y de España. 
100 años después, el puente de Requejo sigue contando con una especial aureola, impresa por su especial carácter de obra arquitectónica singular, amparada principalmente por la espectacularidad de su ligero y vistoso diseño. Circunstancia que, a su vez, es azuzada por la sin igual singularidad y belleza de su territorio de acogida, el parque natural de Arribes del Duero. 
Su construcción, realizado conforme al diseño del ingeniero español José Eugenio Ribera Dutaste, supuso la superación en España de los parámetros de luz y altura de los puentes preexistentes, ya que contó con 120 y 90 metros respectivamente.